# ماری ویپل
ماری ویپل (انگلیسی: Mary Whipple؛ زادهٔ ۱۰ مهٔ ۱۹۸۰) قایقران روئینگ اهل ایالات متحده آمریکا بود.
وی در مسابقات کشوری و بین‌المللی در مجموع برندهٔ ۷ مدال طلا، ۱ مدال نقره شده‌است.